# Оператор (физика)
Оператор — линейное отображение в одной из областей физики — квантовой механике, которое действует на волновую функцию, являющуюся комплекснозначной функцией, дающей наиболее полное описание состояния системы. Операторы обозначаются большими латинскими буквами с циркумфлексом наверху:
{\displaystyle {\hat {A}},{\hat {B}},{\hat {C}},\dots }
Волновая функция ({\displaystyle \Psi }) — субъект действия оператора ({\displaystyle {\hat {A}}}) — записывается справа от него. Говорят также, что оператор «применяется» к функции {\displaystyle \Psi } или «умножается» на неё. По сути, оператор предписывает выполнить те или иные преобразования волновой функции. Их результатом является некая новая функция {\displaystyle f}:
{\displaystyle {\hat {A}}\Psi =f}.
В квантовой механике используется свойство линейных самосопряженных (эрмитовых) операторов, заключающееся в том, что каждый из них имеет собственные векторы и собственные вещественные значения. Они выступают в роли соответствующих данному оператору значений физических величин.
Наряду с квантово-механическими операторами, в разных разделах физики (не только в квантовой механике) используются чисто математические операторы, такие как набла, оператор Лапласа или оператор Д’Аламбера, и элементы математической теории операторов.

## Арифметические операции над операторами
- Оператор {\displaystyle {\hat {C}}} называется суммой (разностью) операторов {\displaystyle {\hat {A}},{\hat {B}}}, если для любой функции {\displaystyle \ \Psi } из области определения всех трёх операторов выполнено условие:

{\displaystyle {\hat {C}}\Psi ={\hat {A}}\Psi \pm {\hat {B}}\Psi }
- Оператор {\displaystyle {\hat {C}}} называется произведением операторов {\displaystyle {\hat {A}},{\hat {B}}}, если для любой функции {\displaystyle \ \Psi } выполнено условие:

{\displaystyle {\hat {C}}\Psi ={\hat {A}}({\hat {B}}\Psi )}
В общем случае
{\displaystyle {\hat {A}}{\hat {B}}\not ={\hat {B}}{\hat {A}}}
Если {\displaystyle {\hat {A}}{\hat {B}}={\hat {B}}{\hat {A}}}, то говорят, что операторы {\displaystyle {\hat {A}},{\hat {B}}} коммутируют. Коммутатор операторов определяется как
{\displaystyle [{\hat {A}},{\hat {B}}]={\hat {A}}{\hat {B}}-{\hat {B}}{\hat {A}}}

## Собственные значения и собственные функции оператора
Если имеет место равенство
{\displaystyle {\hat {A}}\Psi =a\Psi ,}
то {\displaystyle \ a} называют собственным значением оператора {\displaystyle {\hat {A}}}, а функцию {\displaystyle \ \Psi } — собственной функцией оператора {\displaystyle {\hat {A}},} соответствующей данному собственному значению. Чаще всего у оператора имеется множество собственных значений: {\displaystyle \ a_{1},a_{2},\dots ,a_{n},\dots } Совокупность всех собственных значений называется спектром оператора. 
Собственное значение в общем случае имеет размерность (например, значения {\displaystyle a_{n}} могут задавать реализуемые величи́ны энергии системы).

## Линейные и самосопряжённые операторы
Оператор {\displaystyle {\hat {L}}} называется линейным, если для любой пары {\displaystyle \varphi _{i},C_{i}} выполнено условие:
{\displaystyle {\hat {L}}\sum _{i}C_{i}\varphi _{i}=\sum _{i}C_{i}{\hat {L}}\varphi _{i}.}
Оператор {\displaystyle {\hat {A}}} называется самосопряжённым (эрмитовым), если для любых {\displaystyle \Psi ,\varphi } выполнено условие:
{\displaystyle \left\langle \Psi |{\hat {A}}\varphi \right\rangle =\left\langle {\hat {A}}\Psi |\varphi \right\rangle }
При этом сумма самосопряжённых операторов есть самосопряжённый оператор. Произведение самосопряжённых операторов есть самосопряжённый оператор, если они коммутируют. Собственные значения самосопряжённых операторов всегда вещественны. Собственные функции самосопряжённых операторов, соответствующие разным собственным значениям, ортогональны.

## Операторы, используемые в квантовой физике
Основными характеристиками физической системы в квантовой физике являются наблюдаемые величины и состояния.
В квантовой физике наблюдаемым величинам сопоставляются линейные самосопряжённые операторы в комплексном сепарабельном гильбертовом пространстве, состояниям — классы нормированных элементов этого пространства (с нормой 1). Это делается в основном по двум причинам:
- Собственные значения самосопряжённых операторов, соответствующие конкретным значениям физических величин, являются вещественными числами, то есть тем, с чем на практике имеют дело экспериментаторы (показания приборов, результаты вычислений и т. д.).

- Одна и та же квантовая частица может находиться одновременно во множестве квантовых состояний, которые и характеризуются множеством собственных значений соответствующего оператора. Это может быть конечное множество (дискретный спектр значений), интервал (непрерывный спектр значений) или смешанное множество.

В квантовой физике существует «нестрогое» правило для построения оператора физических величин: соотношения между операторами в целом такое же, как между соответствующими классическими величинами. С учётом этого правила, были введены следующие операторы (в координатном представлении):
- Оператор координат:

{\displaystyle {\hat {\mathbf {x} }}=x}
Действие оператора координат заключается в умножении на вектор координат.
- Оператор импульса:

{\displaystyle {\hat {\mathbf {p} }}=-i\hbar \nabla }
Здесь {\displaystyle \ i} — мнимая единица, {\displaystyle \nabla } — оператор набла. Действие оператора состоит во взятии градиента, а затем умножении результата на {\displaystyle -i\hbar }. 
- Оператор кинетической энергии:

{\displaystyle {\hat {T}}=-{\frac {\hbar ^{2}}{2m}}\Delta }
Здесь {\displaystyle \hbar } — редуцированная постоянная Планка, {\displaystyle m} — масса частицы, {\displaystyle \Delta } — оператор Лапласа.
- Оператор потенциальной энергии:

{\displaystyle {\hat {U}}=U(x,y,z,t)}
Действие оператора здесь сводится к умножению на зависящую от трёх декартовых координат и времени функцию.
- Оператор Гамильтона:

{\displaystyle {\hat {H}}={\hat {T}}+{\hat {U}}}
- Оператор момента импульса:

{\displaystyle {\hat {\mathbf {L} }}=-i\hbar [\mathbf {r} ,\nabla ]}.
Такой вид был выбран также по причинам, связанным с теоремой Нётер и группой SO(3)
- Оператор спина:

В важнейшем случае спина 1/2 оператор спина имеет вид:
{\displaystyle {\hat {s}}={\frac {1}{2}}{\hat {\sigma }}}, где
{\displaystyle {\hat {\sigma }}_{x}={\begin{pmatrix}0&1\\1&0\end{pmatrix}}}, {\displaystyle {\hat {\sigma }}_{y}={\begin{pmatrix}0&-i\\i&0\end{pmatrix}}}, {\displaystyle {\hat {\sigma }}_{z}={\begin{pmatrix}1&0\\0&-1\end{pmatrix}}} — т. н. матрицы Паули. Этот вид аналогичен предыдущему, но связан с группой SU(2).